# Bezirk Zborów
Bezirk Zborów – dawny powiat (Bezirk) kraju koronnego Królestwo Galicji i Lodomerii, funkcjonujący w latach 1854–1867. Siedzibą starostwa było miasteczko Zborów.

## Historia
Bezirk Zborów utworzono w ramach reformy uwłaszczeniowej z okresu Wiosny Ludów (1848–1849), która likwidowała jurysdykcję właściciela ziemskiego nad poddanymi. W Galicji, dominium – jako podstawowa jednostka administracyjna i filar systemu feudalnego straciło rację bytu. Konieczne stało się zatem wprowadzenie nowego systemu administracyjnego, którego zręby powstały w latach 1851–1855. Nowy trójstopniowy podział administracyjny objął 21 cyrkułów (niem. Kreise), 179 małych powiatów (niem. Bezirke) i ponad 6000 gmin (niem. Gemeinde).
Bezirk Zborów objął obszar o wielkości 10,0 mil², zamieszkany przez 29.896 ludzi i podzielony na 48 gmin katastralnych, w tym cztery miasteczka (Jezierna, Pomorzany, Zarudzie i Zborów). Wszedł w skład cyrkułu złoczowskiego, jako jeden z jego dziesięciu powiatów. Na obszarsze Bezirk Zborów znajdowała się eksklawa cyrkułu brzeżańskiego, stanowiąca gminę Krasnopuszcza w Bezirk Przemyślany.
Po nadaniu Galicji autonomii oraz powołaniu samorządu gminnego i powiatowego w 1865 zlikwidowano cyrkuły (Kreise). Dotychczasowe małe powiaty (Bezirke) w liczbie 179, utrzymały się do 1867 roku, kiedy to w następstwie kolejnej reformy administracyjnej (23 stycznia 1867) zostały zastąpione przez 74 większych powiatów. Obszar zniesionego Bezirk Zborów wszedł wtedy w całości w skład nowego powiatu złoczowskiego. 1 września 1904 cały obszar dawnego Bezirk Zborów wszedł w skład nowo utworzonego powiatu zborowskiego.

## Podział administracyjny (1854)
| Lp. | Gmina jednostkowa                   | Powierzchnia | Ludność | Powiat w 1867 po zniesieniu |
| --- | ----------------------------------- | ------------ | ------- | --------------------------- |
| 1   | Zborów (m) z Kuklińcami             | 4441         | 2381    | złoczowski                  |
| 2   | Jarczowce                           | 2719         | 389     | złoczowski                  |
| 3   | Tustogłowy                          | 1399         | 248     | złoczowski                  |
| 4   | Podhajczyki                         | 877          | 212     | złoczowski                  |
| 5   | Młynowce z Grabkowcami              | 1965         | 303     | złoczowski                  |
| 6   | Kudobińce                           | 1105         | 292     | złoczowski                  |
| 7   | Wołosówka                           | 1088         | 410     | złoczowski                  |
| 8   | Mszana z Żukowcami                  | 1892         | 422     | złoczowski                  |
| 9   | Kudynowce                           | 1345         | 390     | złoczowski                  |
| 10  | Cecowa                              | 1046         | 306     | złoczowski                  |
| 11  | Zarudzie (m)                        | 1276         | 561     | złoczowski                  |
| 12  | Jezierzanka                         | 1029         | 329     | złoczowski                  |
| 13  | Presowce z Korszyłowem              | 1448         | 770     | złoczowski                  |
| 14  | Pohrebce                            | 1272         | 219     | złoczowski                  |
| 15  | Trawotłoki z Ławrykowcami i Zarudką | 1946         | 404     | złoczowski                  |
| 16  | Hodów z Józefówką                   | 3671         | 994     | złoczowski                  |
| 17  | Sławna                              | 1457         | 396     | złoczowski                  |
| 18  | Pleśniany                           | 2416         | 356     | złoczowski                  |
| 19  | Machnowce z Torhowem                | 1621         | 518     | złoczowski                  |
| 20  | Urlów z Chrabużną                   | 2236         | 482     | złoczowski                  |
| 21  | Meteniów                            | 986          | 337     | złoczowski                  |
| 22  | Kabarowce                           | 1761         | 532     | złoczowski                  |
| 23  | Wołczkowce                          | 1334         | 336     | złoczowski                  |
| 24  | Iwaczów                             | 1044         | 350     | złoczowski                  |
| 25  | Nuszcze                             | 2946         | 534     | złoczowski                  |
| 26  | Perepelniki                         | 3472         | 601     | złoczowski                  |
| 27  | Pomorzany (m)                       | 7724         | 3511    | złoczowski                  |
| 28  | Bohutyn                             | 2841         | 680     | złoczowski                  |
| 29  | Kalne z Bubszczanami                | 2641         | 767     | złoczowski                  |
| 30  | Rozhadów                            | 1684         | 615     | złoczowski                  |
| 31  | Żabiń                               | 1488         | 463     | złoczowski                  |
| 32  | Jarosławice                         | 1801         | 521     | złoczowski                  |
| 33  | Jackowce                            | 2463         | 301     | złoczowski                  |
| 34  | Serwery                             | 2463         | 377     | złoczowski                  |
| 35  | Olejów                              | 3739         | 872     | złoczowski                  |
| 36  | Bzowica                             | 1346         | 463     | złoczowski                  |
| 37  | Białokiernica                       | 1354         | 326     | złoczowski                  |
| 38  | Harbuzów                            | 2288         | 410     | złoczowski                  |
| 39  | Hukałowce                           | 1651         | 514     | złoczowski                  |
| 40  | Łopuszany                           | 1245         | 468     | złoczowski                  |
| 41  | Moniłówka                           | 1080         | 409     | złoczowski                  |
| 42  | Beremowce                           | 958          | 299     | złoczowski                  |
| 43  | Jezierna (m)                        | 10113        | 3277    | złoczowski                  |
| 44  | Daniłowce                           | 1141         | 500     | złoczowski                  |
| 45  | Ostaszowce                          | 1476         | 606     | złoczowski                  |
| 46  | Bogdanówka                          | 1308         | 448     | złoczowski                  |
| 47  | Białkowce                           | 1302         | 348     | złoczowski                  |
| 48  | Nesterowce                          | 2596         | 649     | złoczowski                  |

Objaśnienie:
(M) = miasto; (m) = miasteczko